# Пілігрім (Босх)
«Блудний син» (нід. De marskramer) або «Паломник» — умовна назва картини, яку створив нідерландський художник Ієронім Босх (1450—1516). Зображення подорожнього відоме у двох варіантах:68: одне окреме на круглій дошці (вважається пізнішим), інше на зовнішньому боці віконниці вівтаря з картиною «Віз сіна».

## Опис твору
Центральне місце в обох версіях займає худорлявий подорожній, — сивий, але ще не старий чоловік в лахмітті, — з палицею і плетеним коробом за плечима. Він іде і в нерішучості озирається назад. Поряд із кінцем палиці зображений собака в шипастому нашийнику.

### Картина на віконницях вівтаря

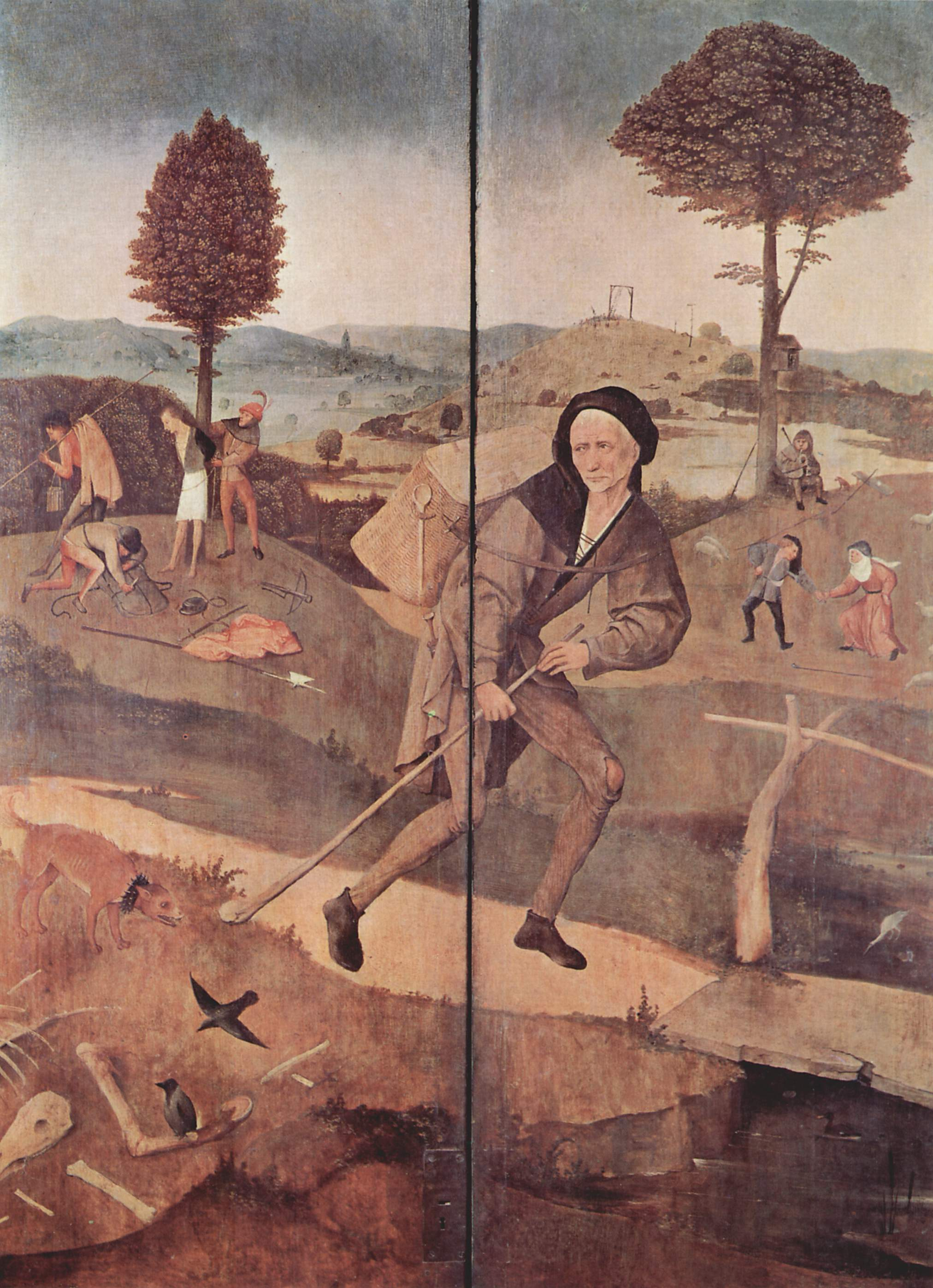
Зовнішні стулки вівтаря «Віз сіна», Прадо, Мадрид.

На задньому плані картини царюють смерть, убивство, насилля й розпуста. Банда чоловіків когось грабує; на лузі чоловік із жінкою шукають любовних утіх, танцюючи під волинку; ще далі проглядає шибениця. На передньому плані, крім агресивного собаки, чорне вороння й вибілені кістки:241.

### Окрема картина
Фігура подорожнього розділяє картину навпіл. Позаду нього — вбогий трактир: вивіска з гусаком, дірява стріха, вибиті скла, скошена віконниця. У дверях чоловік (солдат?) обіймає жінку. Інший пішов до вітру за ближній ріг. Сімейство свиней, курка на купі сміття, підвішена в клітці біля дверей пташка. Попереду ж, у правій частині, добротна хвіртка й корова за нею, відсутність людей і сміття:70. Приглушений жовтувато-сірий колорит картини тонко передає похмурий день, типовий для дощової Голландії:63.
Ймовірно, ця картина мала бути частиною ще одного триптиха чи більшого твору, який не дійшов до нас чи навіть не був завершений:246. На пізній період її створення вказує і відсутність дрібних, надто активних, фантастичних потвор, яких забагато в ранніх композиціях Босха, і цікавість старого художника до суворого, фактично брутального реалізму й зображень пейзажів.

## Інтерпретації сюжету
Притаманні Босху глибокий символізм та оригінальність, на тлі величезних розбіжностей між сьогоднішніми та середньовічним культурними кодами, дають нескінченне поле для інтерпретації сюжету картини:30. Головним каменем спотикання стало питання щодо частки символізму в зображенні.
Трактування з мінімумом символізму є аргументом на користь традиційної назви картини, «Блудний син». Зображена сцена не відповідає традиції ілюстрування притчи, але ж Босх не дотримувався традицій і в попередніх роботах:69. Тут мова не про звичне повернення до батьківського дому, радісний плач та обійми, а про обдуманий та втілений відхід від безпутнього життя:30. Тоді пейзаж в обох варіантах картини слід розуміти радше буквально. З очевидних символів залишається, ймовірно, собака як символ наклепу:63 або диявола:239.

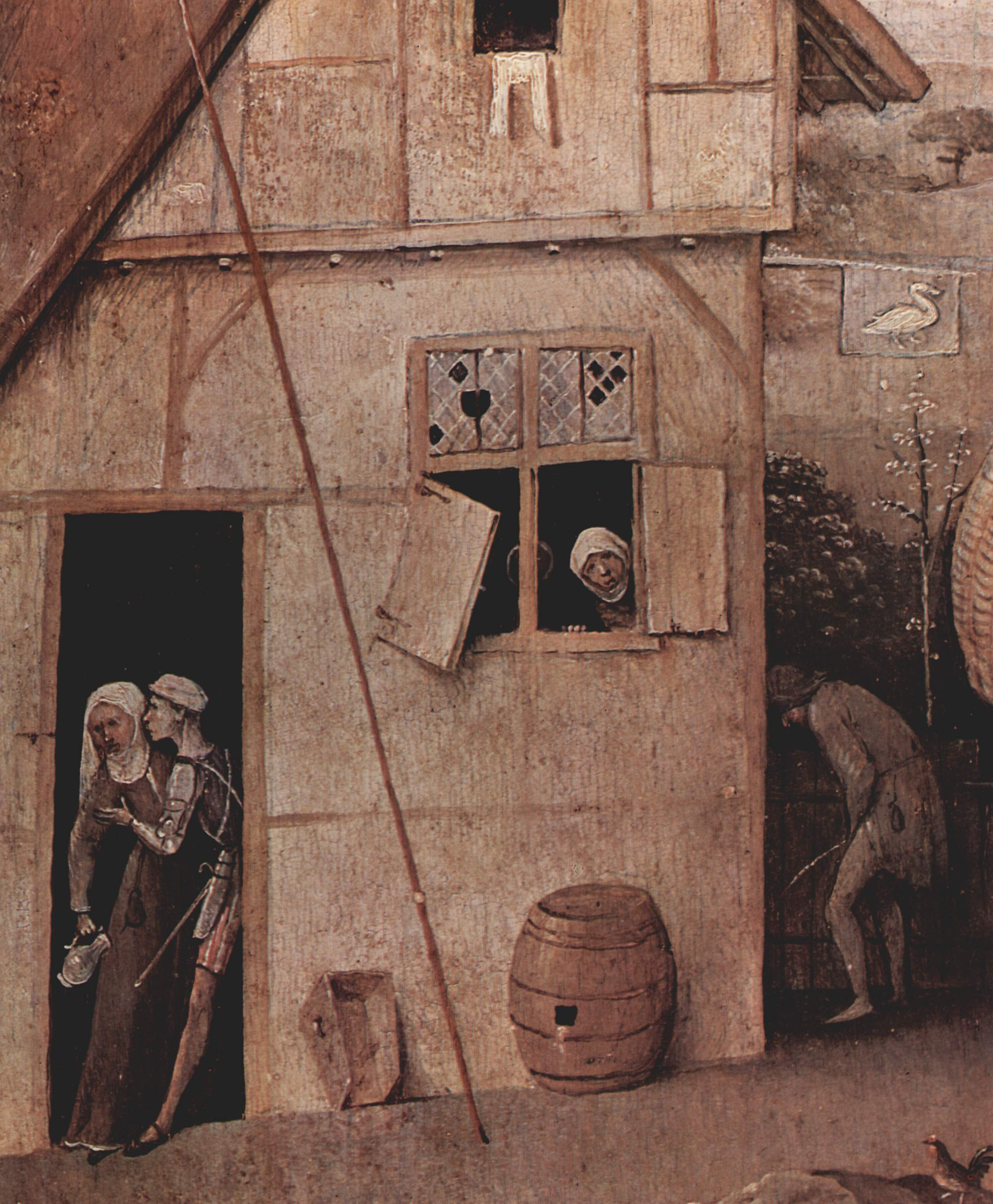
Постоялий двір, частина картини ліворуч.

На протилежному полюсі виходить надати символічного значення майже кожній деталі картини. Так, бочка біля стіни трактиру (точніше, веселого дому, позначеного гусаком на вивісці) асоціюється з нечистотами; корова за хвірткою — зі входом до простого життя; перевернутий глечик — із сатаною; голе коліно в дірці штанів — із посвятою в секретне братство; ложка — з нерозумними витратами; котяча шкіра на коробі подорожнього — з потягом до плотських утіх:43 або з ганебною карою тих часів, побиттям дохлою кішкою:69; пташка в клітці — з невільністю людей обирати власний шлях. Обгризені кістки нагадують про міф, у якому Каїн убив Авеля щелепою осла:69. Шило й нитка в капелюсі мають сильні еротичні конотації:246. Видно також загальноприйняту в ті часи символіку бестіарію — «брудних» тварин (свині, ворони тощо):28. Навіть круглу форму окремої картини пов'язують із німбом, символом святості:44.
Подібні різночитання стосуються й самої фігури подорожнього. Короб одним критикам дає підставу віднести його до коробейників (бродячих торговців-маргіналів з дуже негативною репутацією):232, іншим нагадує давню нідерландську говірку: «Власні гріхи не побачиш, як і котомку за плечима»:68. Але всі критики єдині в розумінні основної ідеї: зображено можливість і шлях духовного переродження грішника, який глибоко опустився. Мова про паломництво життям, і зображення подорожнього кодує блудного сина в тому сенсі, що кожна душа, яка покаялась, повертається пробаченою до свого Отця:241. Шлях цей важкий, про це попереджає потрісканий місток попереду на картині, що на віконницях вівтаря:244.
В пізнішій картині стан душі паломника передано точніше й більш безпосередньо. Якщо на віконницях вівтаря він більшою мірою відбивався від собаки, то в пізнішій версії він коливається в нерішучості, напівобернувшись до трактиру, ладний знову зазнати впливу гріхів. Та, хоч він і призупинився в роздумах, шлях його лежить до хвіртки й далі, по спокійних полях. На відміну від ранньої версії, тут немає символів зла, хіба що крім сови на висохлій гілці над головою героя. Але ми все одно не певні, чи зможе він побороти спокуси:63. Тому ці картини співвідносять із зображенням на карті Таро «Блазень», яка символізує вибір і його непередбачуваність:244.

## Галерея

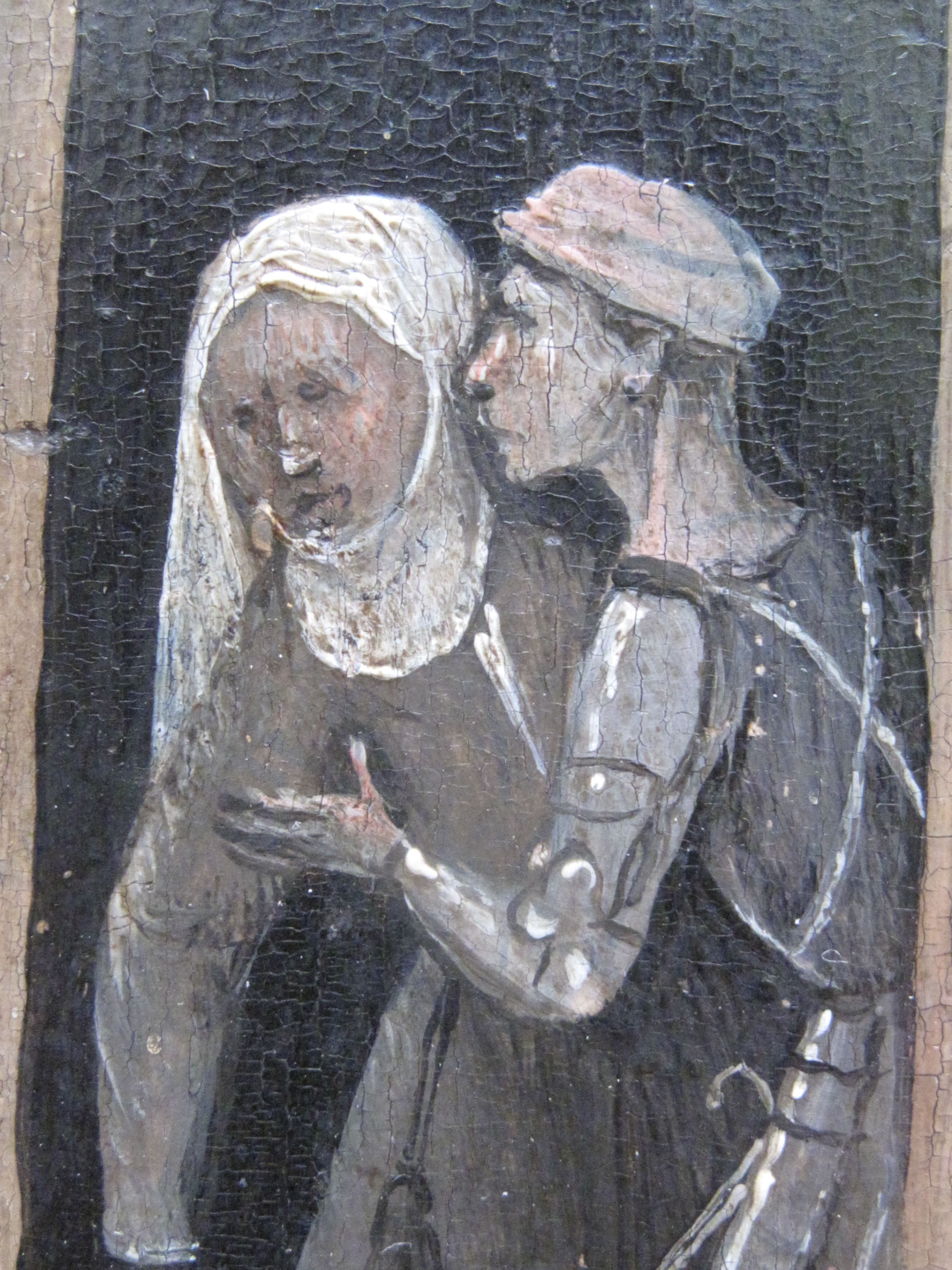
Солдат зі служницею в дверях оселі
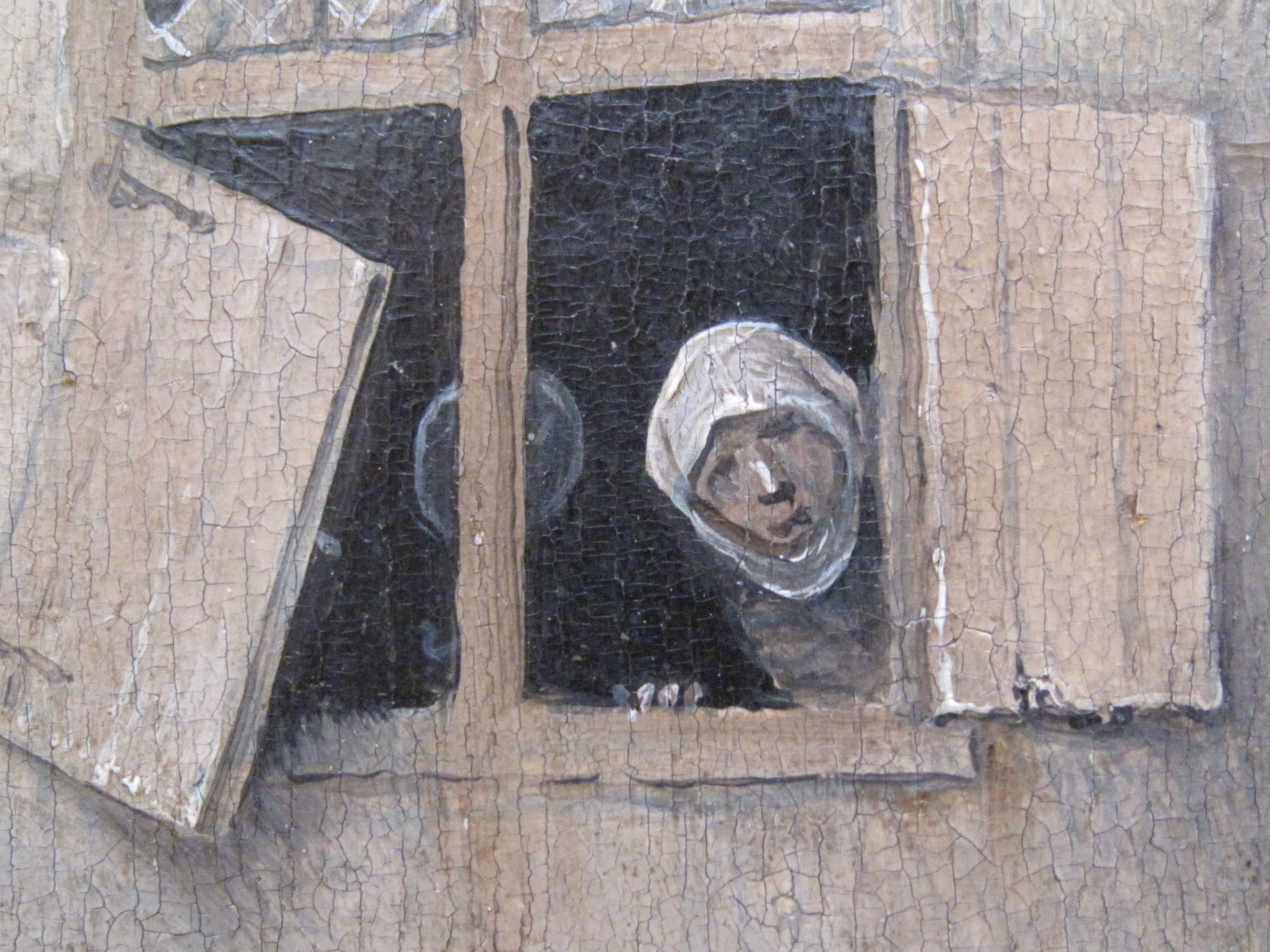
Жінка в вікні з напіввідірваною віконницею
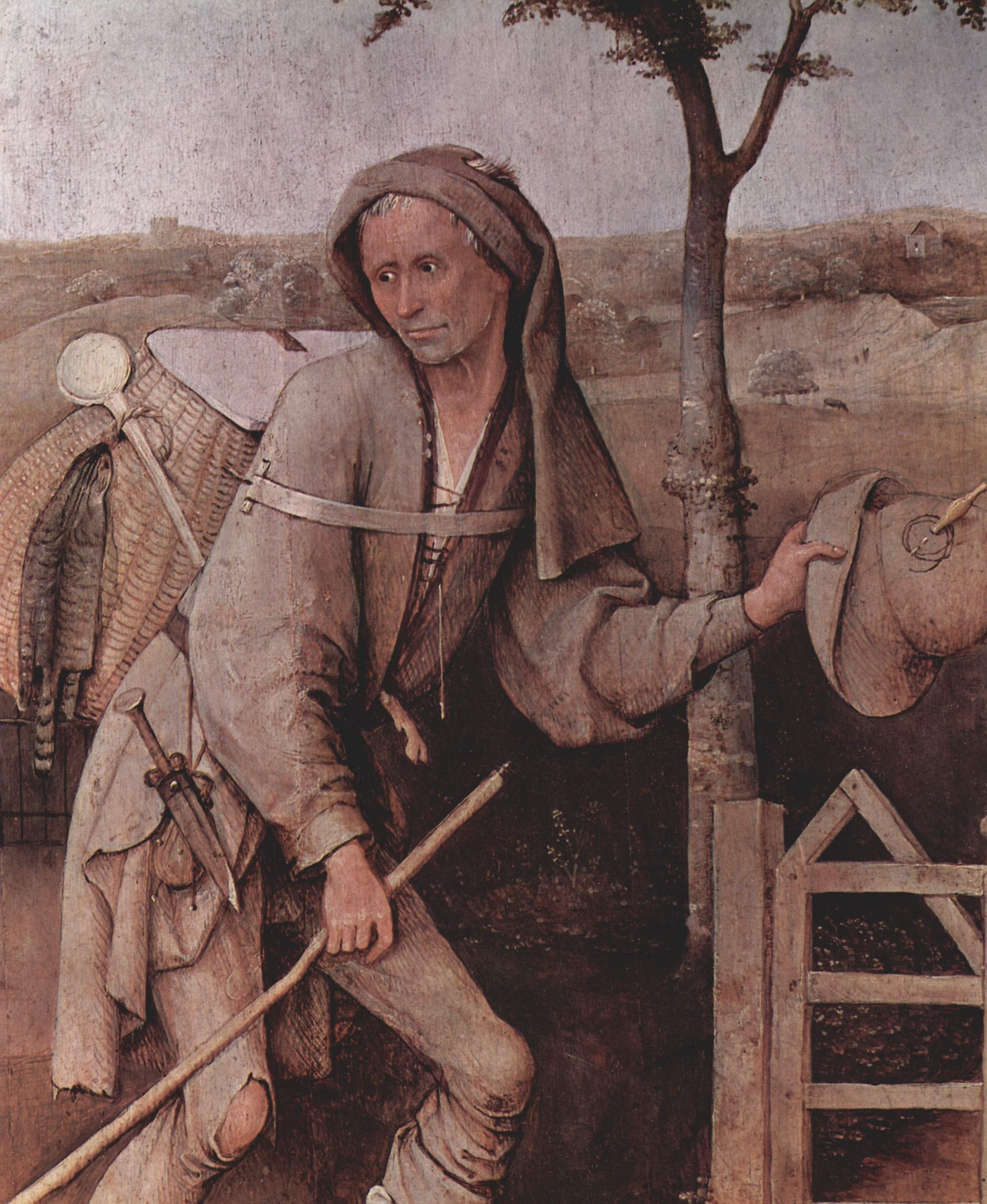
Паломник з плетеним коробом
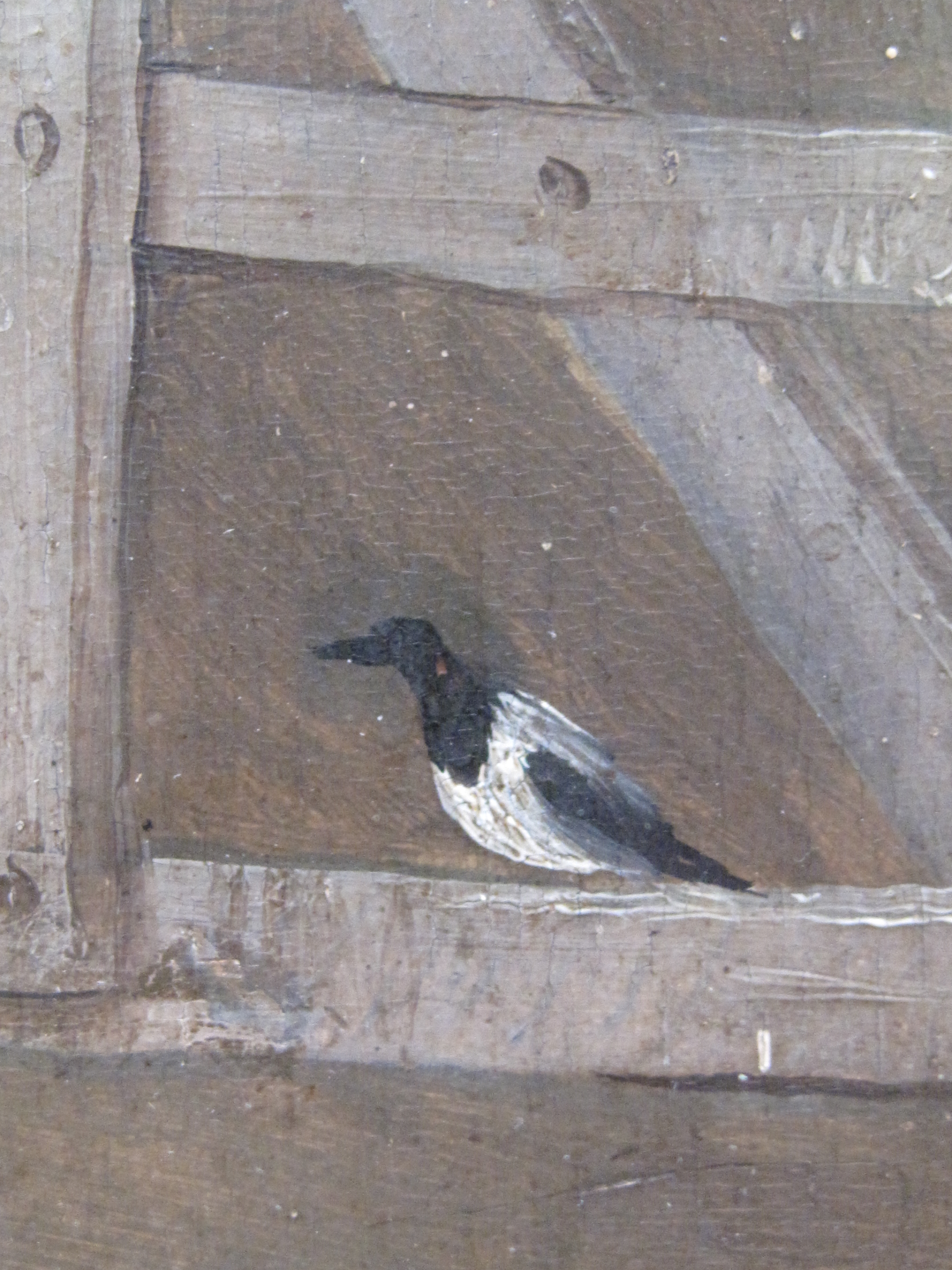
Сорока на хвіртці